# Brigitte McMahon
Brigitte McMahon-Huber (n. 25 martie 1967, Zug, Cantonul Zug, Elveția) este o triatlonistă din Elveția.
McMahon a participat la Jocurile Olimpice de vară din 2000, în cadrul cărora proba de triatlon a fost inclusă pentru prima dată. Ea a câștigat medalia de aur cu un timp total de 2:00:39 – și anume 0:19:16 pentru înot, 1:05:14 pentru ciclism și 0:35:13 pentru alergare. Acest rezultat a fost cu doar două secunde mai bun decât cel al lui Michellie Jones (care a luat argintul) și a fost depășit la Jocurile Olimpice din 2008.
McMahon-Huber a concurat și la Jocurile Olimpice de vară din 2004, revendicând locul zece, cu un timp total de 2:07:07.
În timpul unui control din iunie 2005, McMahon a fost testată pozitiv cu eritropoetină (EPO), o substanță considerată doping. Ea susținea că a început să o administreze abia după Jocurile Olimpice din 2004 și că a făcut-o doar din motive terapeutice în doze foarte mici. După testul pozitiv, a fost eliminată imediat din echipa națională a Elveției și a avut o interdicție de doi ani de a participa la probe de triatlon. În consecință, ea s-a retras din sport.